# رزهای قرمز (فیلم ۱۹۴۰)
رزهای قرمز (ایتالیایی: Rose scarlatte) یک فیلم به کارگردانی ویتوریو دسیکا و جوزپه آماتو است که در سال ۱۹۴۰ منتشر شد. از بازیگران آن می‌توان به ویتوریو دسیکا، ویوی جوی، روبی دالما، و رنی سن-سیر اشاره کرد.